# Gustav I của Thụy Điển
Gustav I của Thụy Điển (tên khi sinh là Gustav Eriksson của gia tộc Vasa), và sau này là Gustav Vasa (12 tháng năm 1496 – 29 tháng 9 năm 1560), là Quốc vương Thụy Điển từ năm 1523 đến khi qua đời. Gustav I được bầu làm nhiếp chính vương trong năm 1521 sau khi dẫn đầu cuộc nổi loạn chống lại Christian II của Đan Mạch. Gustav đã lãnh đạo Chiến tranh giải phóng Thụy Điển sau Cuộc tắm máu Stockholm, nơi cha ông là Erik Johansson bị hành quyết. Việc Gustav được bầu lên làm vua vào ngày 6 tháng 6 năm 1523 (Ngày Quốc khánh Thụy Điển) và việc tiến vào Stockholm trong chiến thắng vào ngày 17 tháng 6 năm 1523 đã đánh dấu sự ly khai chính thức của Thụy Điển khỏi Liên minh Kalmar.
Trong lịch sử Thụy Điển, Gustav được gắn với danh hiệu người sáng lập ra Thụy Điển hiện đại, cũng như là "Quốc phụ". Gustav thích so sánh bản thân với Moses, người mà ông tin là có công giải phóng dân tộc và thành lập nên một nhà nước có chủ quyền.

## Tranh ảnh
Gustav I đã cho thực hiện một loạt các bức tranh ngụ ngôn trong thời gian trị vì. Bản gốc của các bức tranh đã bị thất lạc nhưng bản sao màu nước từ thế kỷ 18 vẫn còn được lưu giữ. Có một số cách diễn giải những bức tranh được đưa ra, bao gồm cả việc Gustav bãi bỏ Giáo hội Công giáo, nhưng nội dung chính của bức tranh là miêu tả Gustav giải phóng Thụy Điển khỏi sự cai trị của Christian II.

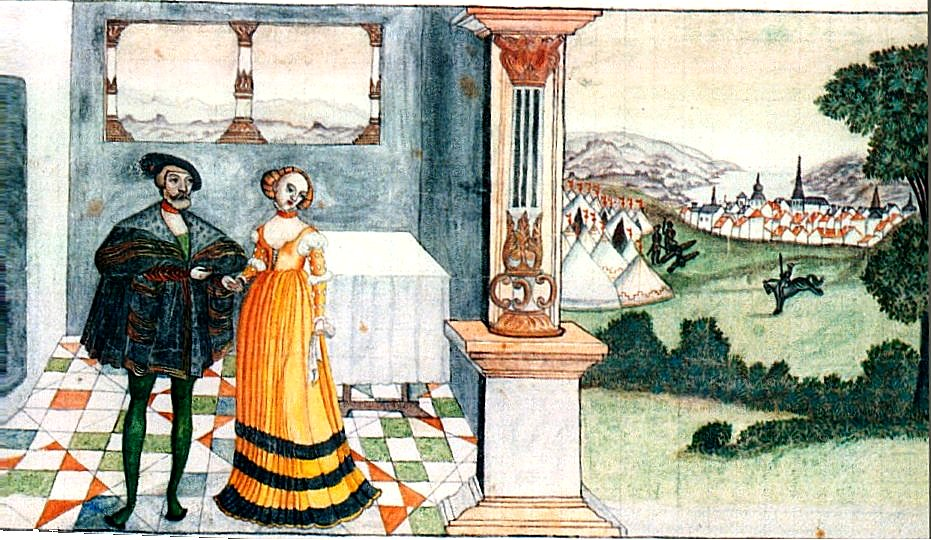
Phần 1
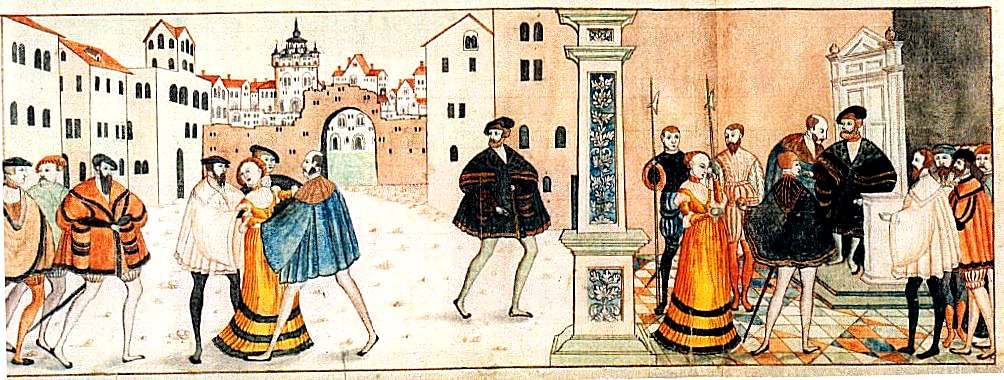
Phần 2
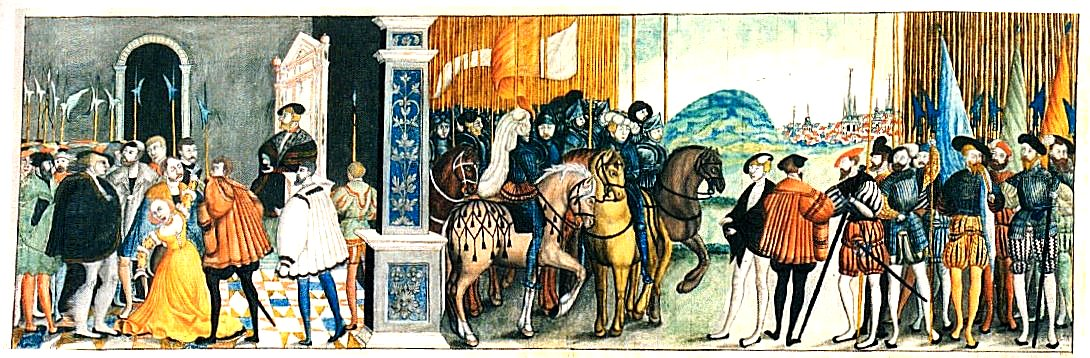
Phần 3
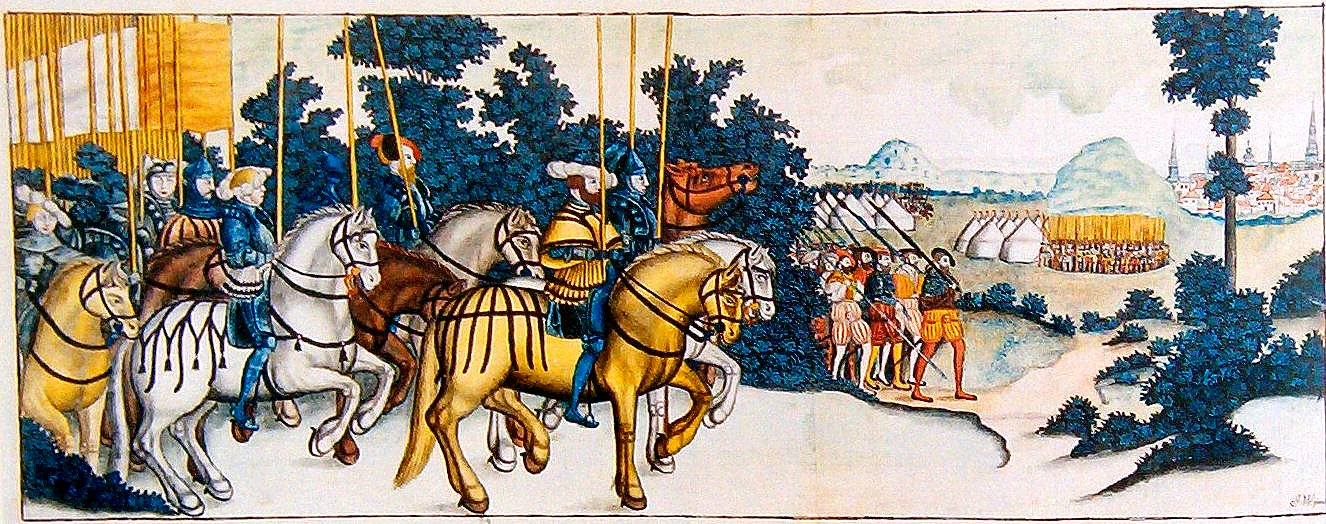
Phần 4
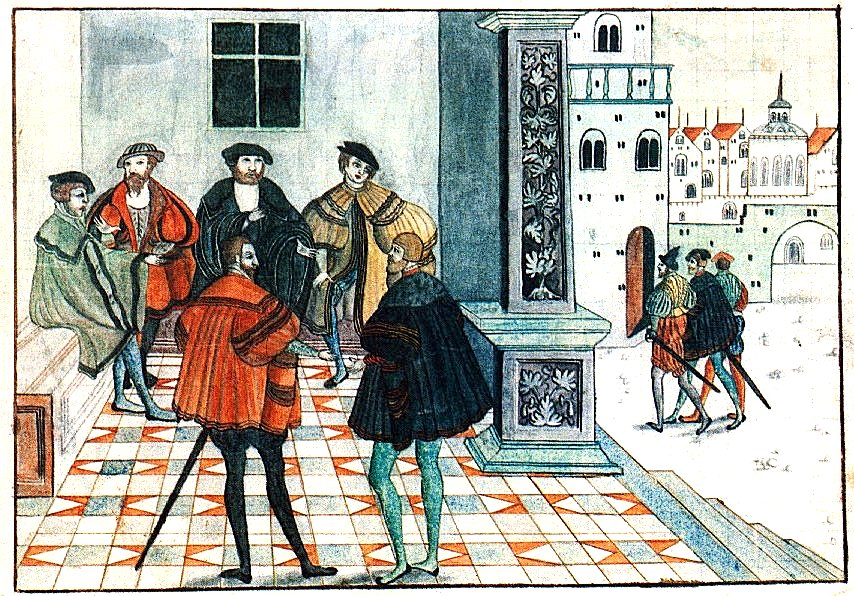
Phần 5
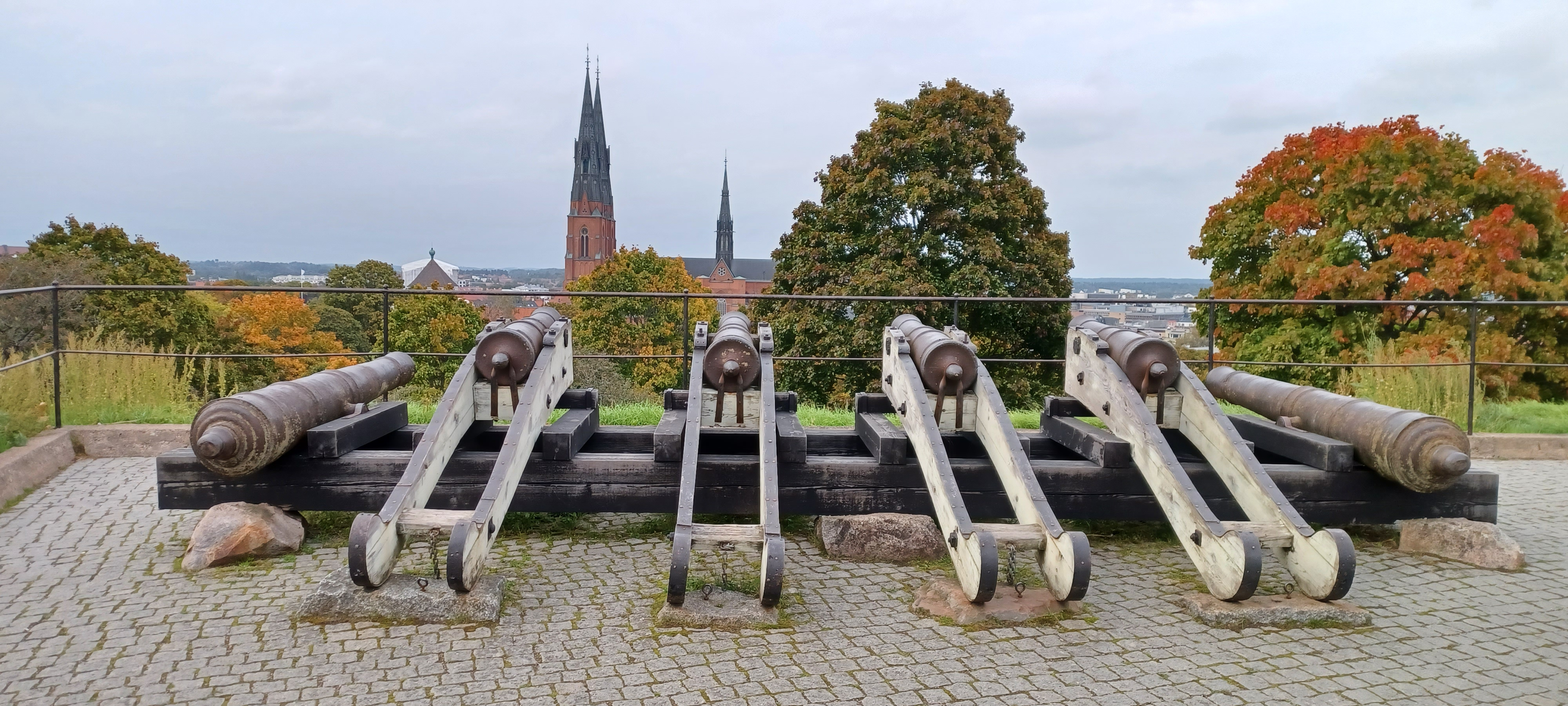
Khẩu đội pháo của Gustav Vasa được gọi là "Styrbiskop" (Giám mục-Kiểm soát), luôn hướng về Nhà thờ Uppsala.
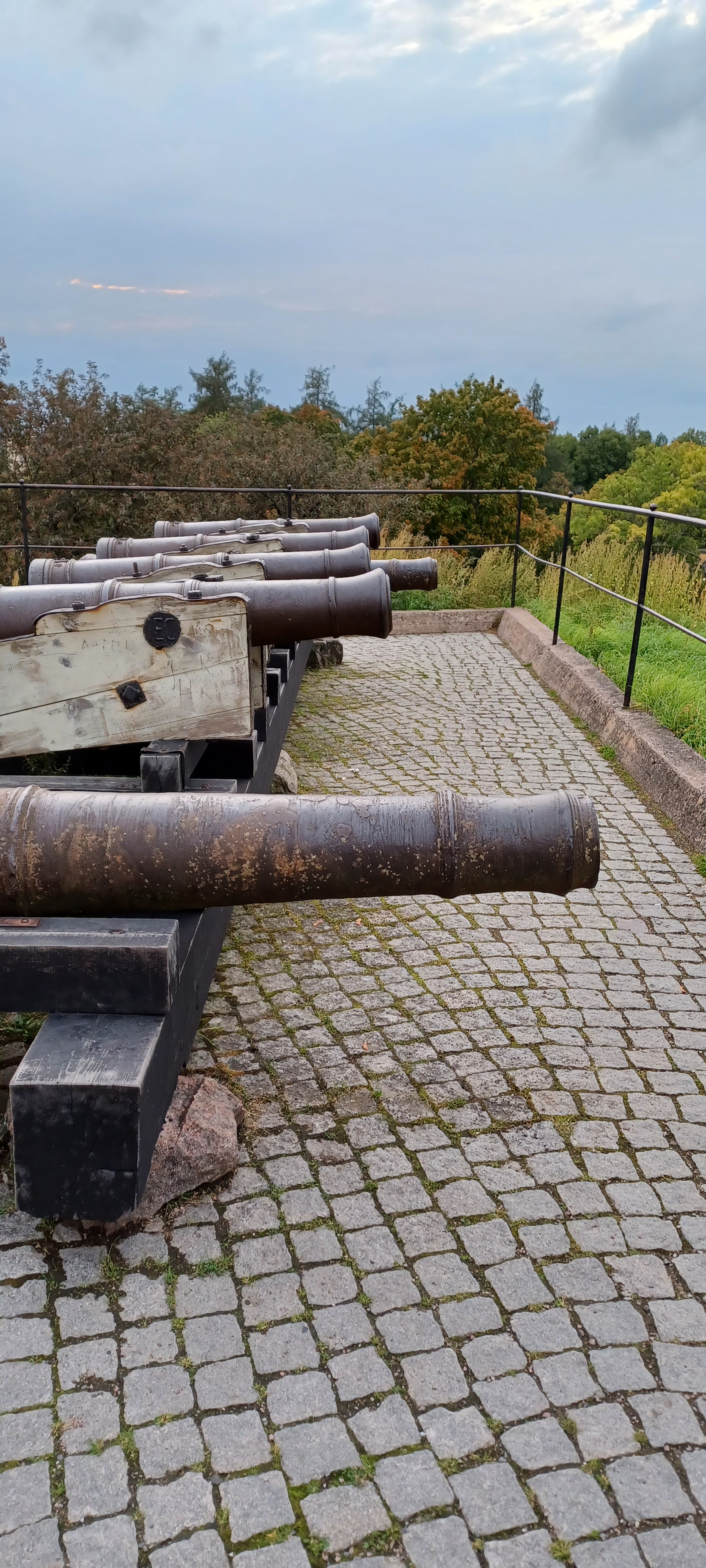
Góc nhìn từ bên hông của khẩu đội pháo sáu nòng Styrbiskop

## Gia đình
Gustav kết hôn với người vợ đầu tiên là Katharina xứ Sachsen-Lauenburg (1513–1535) vào ngày 24 tháng 9 năm 1531. Họ có một con trai:
- Erik XIV (1533–1577)

Vào ngày 1 tháng 10 năm 1536, Gustav kết hôn với người vợ thứ hai là Margareta Leijonhufvud (1514–1551). Họ có tám người con sống sót đến tuổi trưởng thành:
- Johan III (1537–1592)
- Katarina (1539–1610)
- Cecilia (1540–1627)
- Magnus (1542–1595)
- Carl (1544)
- Anna (1545–1610)
- Sten (1546–1547)
- Sofia (1547–1611)
- Elisabet (1549–1598)
- Karl IX (1550–1611)

Tại Lâu đài Vadstena vào ngày 22 tháng 8 năm 1552, Gustav kết hôn với người vợ thứ ba là Katarina Stenbock (1535–1621).